# Blood Omen 2: Legacy of Kain
Legacy of Kain: Blood Omen 2 (укр. Спадщина Каїна: Криваве знамення 2) — гра 2002 року із серії ігор Legacy of Kain, пряме продовження Blood Omen: Legacy of Kain. Дія гри розгортається у вигаданому світі Носгота.

## Сюжет
Сюжет гри оповідає про події відбуваються через 400 років після Blood Omen: Legacy of Kain. Події «Blood Omen 2» розгортаються практично відразу після закінчення історії, розказаної в першому «Blood Omen». Каїн відмовляється жертвувати собою і Колони Нозгота руйнуються. Анітрохи не стурбований цією обставиною, Каїн, невідомим чином, повертає до життя першого вампіра людської раси — Ворадора і з його допомогою починає відновлення популяції раси вампірів, а потім і загарбницьку війну, щоб потішити свої непомірні амбіції. Армія вампірів зустрічає серйозний опір тільки у міста Меридіан, де відбувається битва між армією Ордена серафанців і полчищами вампірів. Під час сутички з Владикою Ордена Каїн виявляє, що його вірний меч «Викрадач Душ» чомусь неефективний. Зрозуміло, що ні до чого хорошого таке відкриття не приводить, і Каїн виявляється убитий Владикою серафанців, а армія вампірів винищена практично повністю. Але Каїна так просто не вб'єш — виходжених Кабальє вампірів, таким собі підпільним рухом «за права вампірів», він пробуджується після довгої лежання в комі і знову вирушає за вже йому звичної стежці помсти. Ну, і за своїм майном, звичайно.

## Ігровий процес
В порівнянні з минулою частиною гри змінилася  система збережень, гравець може зберігатися дійшовши до спеціальних маркерів, якими є ритуальні символи накреслені кров'ю. Фактично зникли багато елементи RPG. Здібності з попередньої частини були замінені на Темні дари. Два даються гравцю на початку — Форма Туману і Гнів. У міру проходження, гравцеві відкриваються Стрибок (після перемоги над Фаустус), зачарування (після перемоги над Маркусом), Берсерк (після перемоги над Себастьяном), Телекінез (після зустрічі з провидицею) і Спалювання (після бою з Магнусом). Лють, Берсерк і Спалювання вимагають заповнення шкали злості.
Також є спеціальна шкала «Життєвої сили». Після кожної трапези Каїна, ця шкала поповнюється. Як тільки вона заповнюється, вона і шкала здоров'я збільшуються. Сильно змінилася бойова система, в яку додалося безліч кривавих прийомів.

### Зброя
- Дубина, утикана цвяхами
- Дворучний тесак
- Секира
- Мечі
- Soul Reaver (гравець буде використовувати його на самому останньому рівні)